# Woodend Beach
Woodend Beach est une communauté rurale située dans le District du Waimakariri en Nouvelle-Zélande.
Sa population était de 264 habitants en 2018.